# Dethklok
A Dethklok egy kitalált Death Metal együttes. Az Adult Swim csatorna Metalocalypse sorozatának sztárjai és főszereplői.

## Pályafutása
A „virtuális” együttes tagjai Nathan Explosion, Skwisgaar Skwigelf, Toki Wartooth, William Murderface és Pickles. Volt tagja Magnus Hammersmith. A név az angol „death clock” („halálóra”) kifejezés elírása. Négy stúdióalbumot adtak ki. Később alakult egy ugyanilyen nevű együttes a valóságban is, a műsor készítőiből és háttérmunkásaiból. Az igazi Dethklok tagjai Brandon Small, Mike Keneally, Bryan Beller és Gene Hoglan. (Brandon Small volt a hangja Nathannek és Skwisgaarnak a sorozatban.) Az együttes 2007-ben egy középlemezt is megjelentetett, rockopera is készült, a Metalocalypse egyik különleges epizódjaként.

## Diszkográfia
Stúdiólemezek
- The Dethalbum (2007)
- Dethalbum II (2009)
- Dethalbum III (2012)
- The Doomstar Requiem (2013)

Középlemez
- Adult Swim Presents: ...And You Will Know Us by the Trail of Dead on Tour with Dethklok (2007)